# Magnus Jonsson
Kjell Magnus Jonsson (Sollefteå, 4 aprile 1982) è un biatleta svedese.

## Biografia
In Coppa del Mondo ha esordito il 26 novembre 2005 a Östersund (96°) e ha ottenuto il primo podio il 21 dicembre 2008 a Hochfilzen (2°).
In carriera ha preso parte a un'edizione dei Giochi olimpici invernali, Vancouver 2010 (79º nella sprint), e a cinque dei Campionati mondiali (4° nella staffetta a Chanty-Mansijsk 2011 il miglior piazzamento).

## Palmarès

### Coppa del Mondo
- Miglior piazzamento in classifica generale: 56º nel 2009 e nel 2012
- 1 podio (a squadre):
  - 1 secondo posto